# Ка деј Бомби (Болоња)
Ка деј Бомби је насеље у Италији у округу Болоња, региону Емилија-Ромања.
Према процени из 2011. у насељу је живело 16 становника. Насеље се налази на надморској висини од 314 м.